# Violência contra a mulher

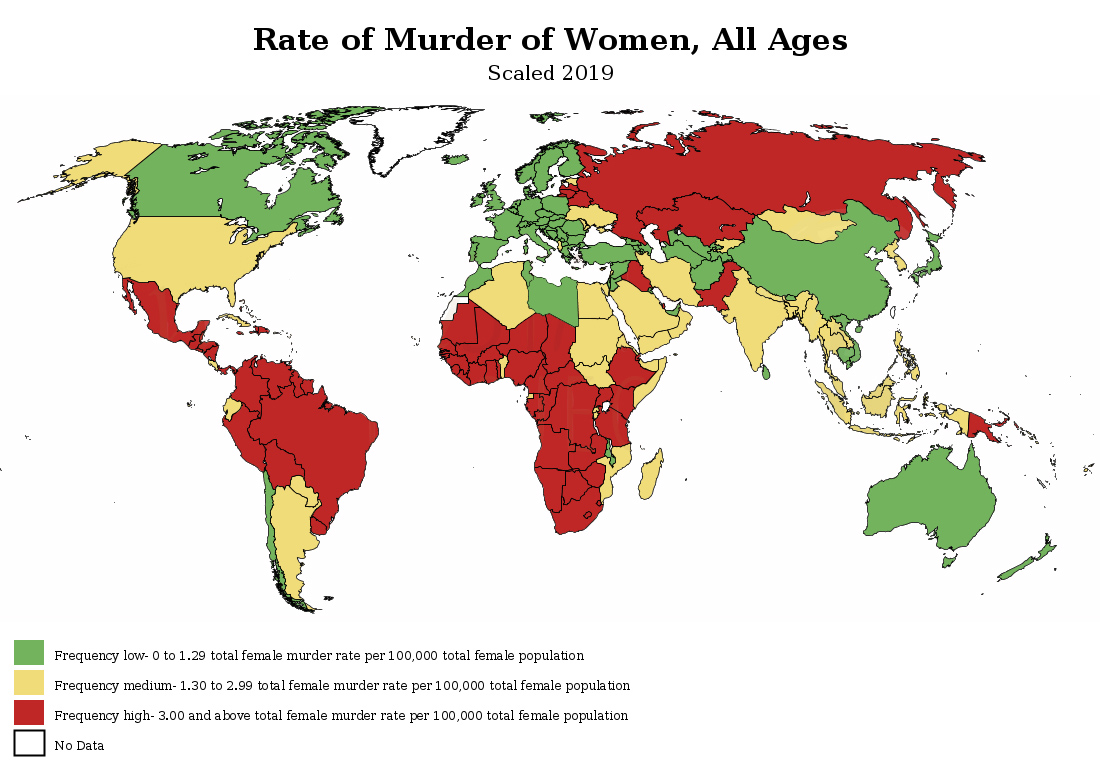
Um mapa do mundo mostrando a taxa de assassinatos por cada 100 000 habitantes cometidos contra mulheres (Dados de 2019):
A verde: menos de 1,3 vítimas;
A amarelo: entre 1,3 e 3 vítimas;
A vermelho: mais de 3 vítimas

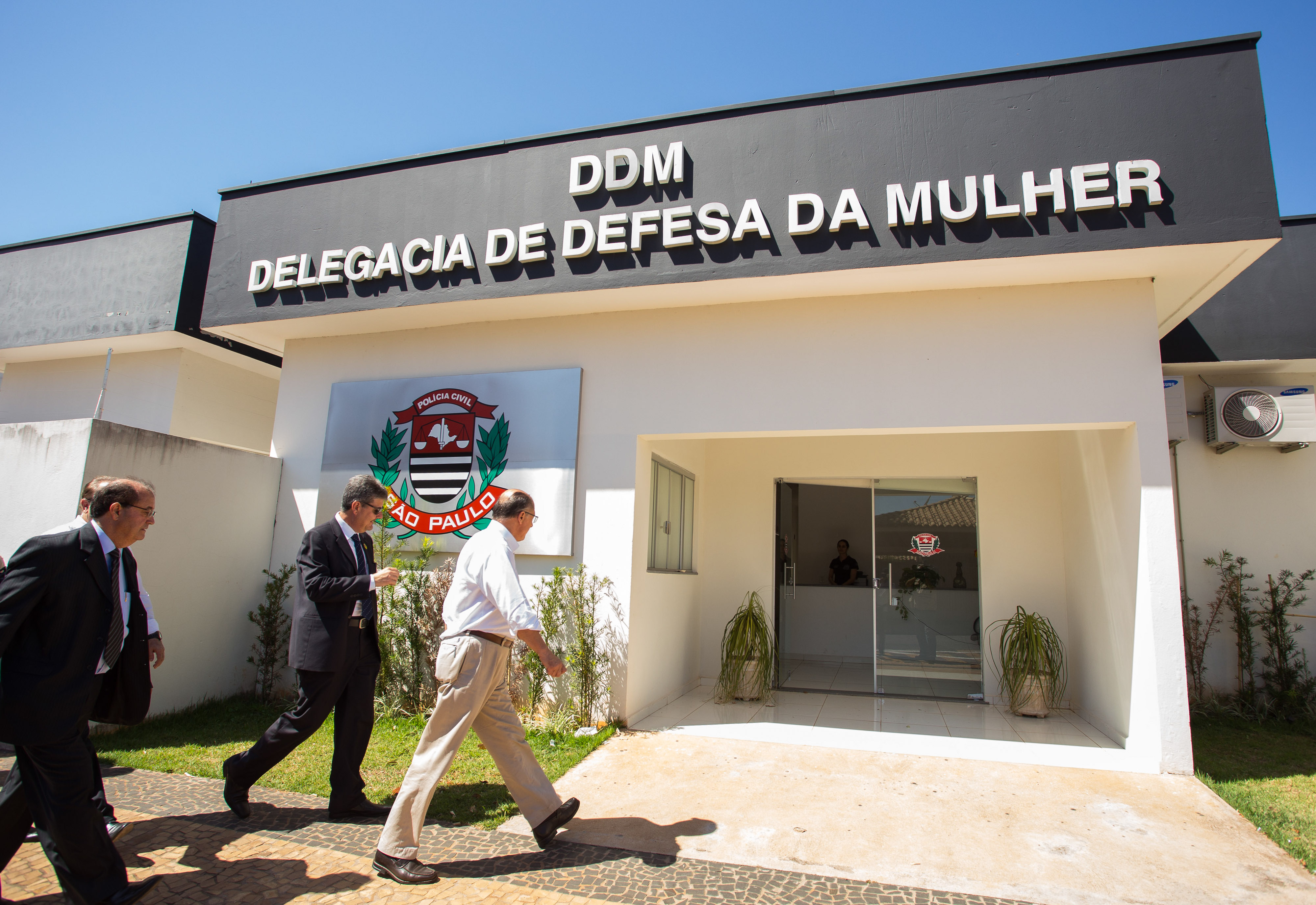
Delegacia de Defesa da Mulher em Tupã, São Paulo, Brasil.

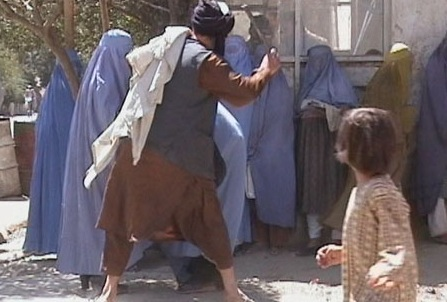
Um membro da polícia religiosa Talibã batendo em uma mulher afegã em Cabul, em agosto de 2001.

A violência contra a mulher é todo ato que resulte em morte ou lesão física, sexual ou psicológica de mulheres, tanto na esfera pública quanto na privada. Às vezes considerado um crime de ódio, este tipo de violência visa um grupo específico, com o gênero da vítima sendo o motivo principal. Este tipo de violência é baseada em gênero, o que significa que os atos de violência são cometidos contra as mulheres expressamente porque são mulheres.
A violência contra a mulher pode enquadrar-se em várias categorias amplas, que incluem a violência realizada tanto por "indivíduos", como pelos "Estados". Algumas das formas de violência perpetradas por indivíduos são: estupros, violência doméstica ou familiar, assédio sexual, coerção reprodutiva, infanticídio feminino, queima com ácidos, aborto seletivo e violência obstétrica, bem como costumes ou práticas tradicionais nocivas, como crime de honra, feminicídio relacionado ao dote, mutilação genital feminina, casamento por rapto, casamento forçado e violência no trabalho, que se manifestam através de agressões físicas, psicológicas e sociais. Algumas formas de violência são perpetradas ou toleradas pelo estado, como estupros de guerra, violência sexual e escravidão sexual durante conflitos, esterilização forçada, aborto forçado, violência pela polícia e por autoridades, apedrejamento e flagelação. Muitas formas de violência contra a mulher, como o tráfico de mulheres e a prostituição forçada, muitas vezes são perpetradas por organizações criminosas.

## Definição
Vários instrumentos internacionais com o objetivo de eliminar a violência contra as mulheres e a violência doméstica foram promulgados por diversos organismos internacionais. Em geral, esses instrumentos iniciam com uma definição do que constitui essa violência e apresentam uma proposta para combatê-la. A Convenção de Istambul (Convenção do Conselho da Europa para a prevenção e o combate à violência contra as mulheres e à violência doméstica) do Conselho da Europa descreve a violência contra as mulheres como “uma violação dos direitos humanos e uma forma de discriminação contra as mulheres” e a define como “todos os atos de violência baseada em gênero que resultem ou possam resultar em dano físico, sexual, psicológico ou econômico ou sofrimento às mulheres, incluindo ameaças de tais atos, coerção ou privação arbitrária de liberdade, ocorrendo tanto na esfera pública quanto na privada”.
A Convenção sobre a Eliminação de Todas as Formas de Discriminação contra as Mulheres (CEDAW) de 1979, da Assembleia Geral das Nações Unidas, faz recomendações relativas à violência contra as mulheres, e a Declaração e Programa de Ação de Viena menciona a violência contra as mulheres. Entretanto, a resolução da Assembleia Geral das Nações Unidas de 1993 sobre a Declaração sobre a Eliminação da Violência Contra as Mulheres foi o primeiro instrumento internacional a definir explicitamente a violência contra as mulheres e a aprofundar o assunto. Outras definições de violência contra as mulheres estão estabelecidas na Convenção Interamericana para Prevenir, Punir e Erradicar a Violência Contra a Mulher (Convenção Interamericana para a Prevenção, Punição e Erradicação da Violência contra as Mulheres) de 1994 e pelo Maputo Protocol de 2003.
Além disso, o termo violência baseada em gênero refere-se a “quaisquer atos ou ameaças de atos destinados a ferir ou fazer com que as mulheres sofram fisicamente, sexualmente ou psicologicamente, e que afetam as mulheres por serem mulheres ou as afetam de forma desproporcional”. Violência baseada em gênero é frequentemente usada de forma intercambiável com violência contra as mulheres, E alguns artigos sobre violência contra as mulheres reiteram essas concepções, afirmando que os homens são os principais perpetradores dessa violência. Ademais, a definição apresentada pela Declaração de 1993 para a Eliminação da Violência contra as Mulheres também sustentou a noção de que a violência tem raízes na desigualdade entre homens e mulheres quando o termo violência é empregado juntamente com o termo baseada em gênero.
Na Recommendation Rec(2002)5 of the Committee of Ministers to member states on the protection of women against violence, o Conselho da Europa estipulou que a violência contra as mulheres “inclui, mas não se limita a, o seguinte”:
a. violência ocorrida na família ou na unidade doméstica, incluindo, inter alia, agressões físicas e mentais, abuso emocional e psicológico, estupro e abuso sexual, incesto, estupro entre cônjuges, parceiros regulares ou ocasionais e conviventes, crimes cometidos em nome da honra, mutilação genital e sexual feminina e outras práticas tradicionais prejudiciais às mulheres, como casamentos forçados;
b. violência ocorrida na comunidade em geral, incluindo, inter alia, estupro, abuso sexual, assédio sexual e intimidação no trabalho, em instituições ou em outros locais; tráfico de mulheres para fins de exploração sexual, bem como exploração econômica e turismo sexual;
c. violência perpetrada ou tolerada pelo Estado ou por seus funcionários;
d. violação dos direitos humanos das mulheres em situações de conflito armado, em particular a tomada de reféns, deslocamento forçado, estupro sistemático, escravidão sexual, gravidez forçada e tráfico para fins de exploração sexual e econômica.
Essas definições de violência contra as mulheres como sendo baseada em gênero são consideradas por alguns como insatisfatórias, pois concebem a sociedade como patriarcal, indicando relações desiguais entre homens e mulheres. Críticos dessas definições argumentam que elas desconsideram a violência contra os homens e que o termo gender, conforme empregado em violência baseada em gênero, se refere apenas às mulheres. Outros críticos afirmam que o uso desse termo dessa forma introduz noções de inferioridade e subordinação da feminilidade e de superioridade da masculinidade. Não há uma definição amplamente aceita atualmente que cubra todas as dimensões da violência baseada em gênero.
| Documento                  | Adotado por                     | Data                   | Definição |
| -------------------------- | ------------------------------- | ---------------------- | --- |
| General Recommendation 19  | Comitê CEDAW                    | 1992                   | 'A definição de discriminação inclui a violência baseada em gênero, ou seja, violência que é dirigida contra uma mulher porque ela é mulher ou que afeta as mulheres de forma desproporcional.' |
| DEVAW                      | Nações Unidas                   | 20 de dezembro de 1993 | '...o termo "violence against women" significa qualquer ato de violência baseada em gênero que resulte, ou possa resultar, em dano físico, sexual ou psicológico ou sofrimento às mulheres'. |
| Convenção de Belém do Pará | Organization of American States | 9 de junho de 1994     | '...a violência contra as mulheres será entendida como qualquer ato ou conduta, baseada no gênero, que cause morte ou dano físico, sexual ou psicológico ou sofrimento às mulheres, seja na esfera pública ou na privada.' |
| Maputo Protocol            | African Union                   | 11 de julho de 2003    | '"Violência contra as mulheres" significa todos os atos perpetrados contra as mulheres que causam ou podem causar-lhes dano físico, sexual, psicológico ou econômico, incluindo a ameaça de realizar tais atos; ou de impor restrições arbitrárias ou de privar as liberdades fundamentais na vida privada ou pública em tempos de paz e durante situações de conflitos armados ou de guerra...' |
| Istanbul Convention        | Council of Europe               | 11 de maio de 2011     | |

#### Por grupos etários
A World Health Organization (OMS) desenvolveu uma tipologia da violência contra as mulheres baseada em seus ciclos culturais.
| Fase                        | Tipo de violência |
| Pré-natal                   | Aborto seletivo por sexo; efeitos das agressões durante a gravidez nos resultados do nascimento |
| Infância                    | Infanticídio feminino; abuso físico, sexual e psicológico |
| Infância (meninas)          | Casamento infantil; mutilação genital feminina; abuso físico, sexual e psicológico; incesto; prostituição infantil e pornografia |
| Adolescência e idade adulta | Violência em encontros e namoro (por exemplo, ataques com ácido e estupro em encontros); sexo economicamente coagido (por exemplo, meninas escolares tendo relações com "sugar daddies" em troca do pagamento das taxas escolares); incesto; abuso sexual no ambiente de trabalho; estupro; assédio sexual; prostituição e pornografia forçadas; tráfico de mulheres; violência do parceiro; estupro conjugal; abusos e assassinatos relacionados ao dote; homicídio do parceiro; abuso psicológico; violência contra mulheres com deficiência; gravidez forçada |
| Idosos                      | Suicídio "forçado" ou homicídio de viúvas por razões econômicas; abuso sexual, físico e psicológico |

## História

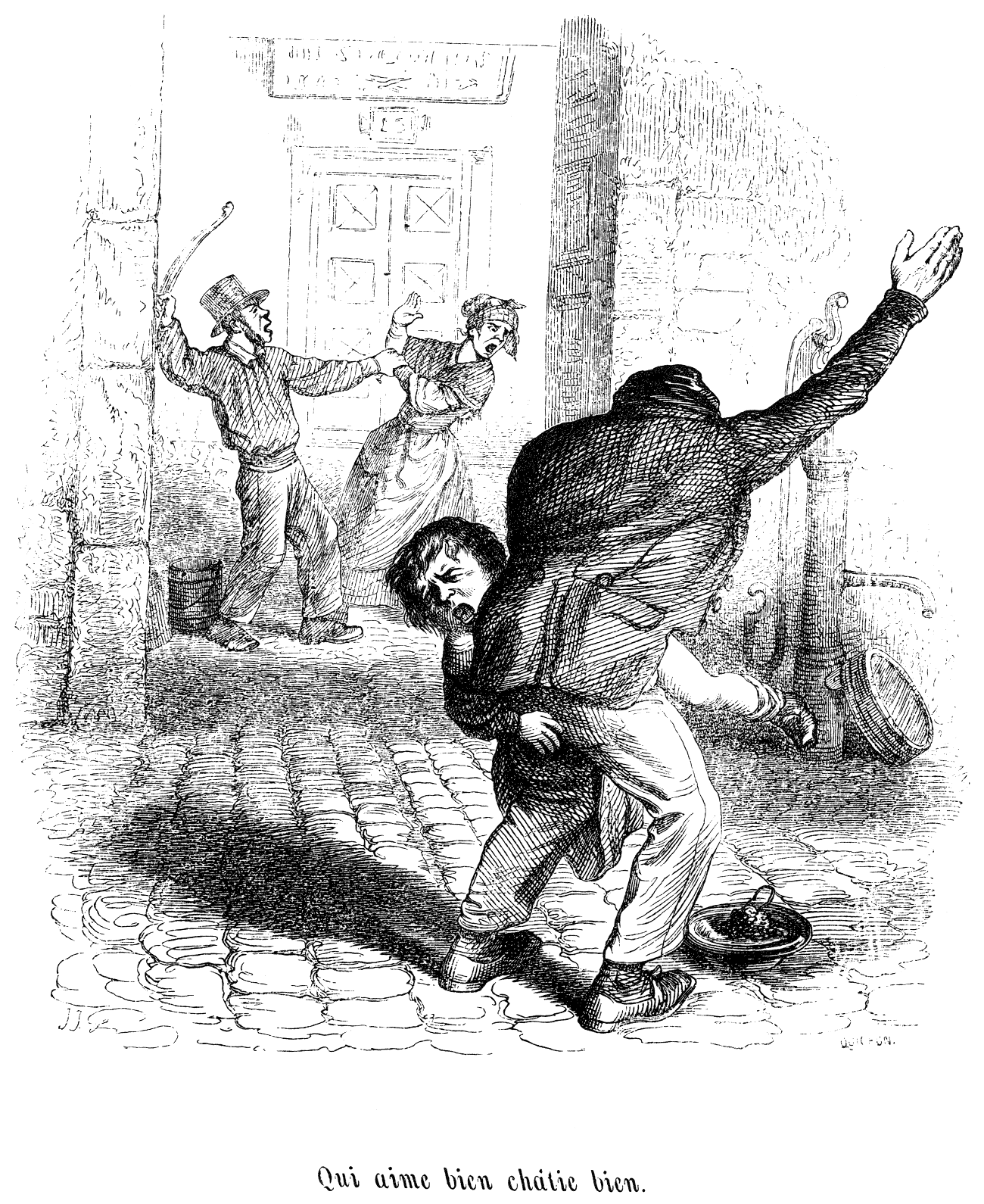
Uma ilustração de Jean Ignace Isidore Gérard, Cent Proverbes (1845), intitulado "Qui aime bien châtie bien" ("Quem ama bem, castiga bem"). Um homem espancando uma mulher é mostrado na parte de trás.

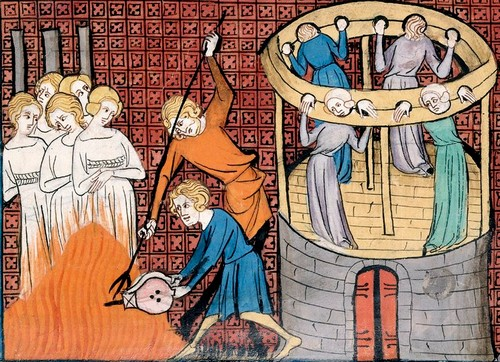
Queima de bruxas, com as outras mantidas presas

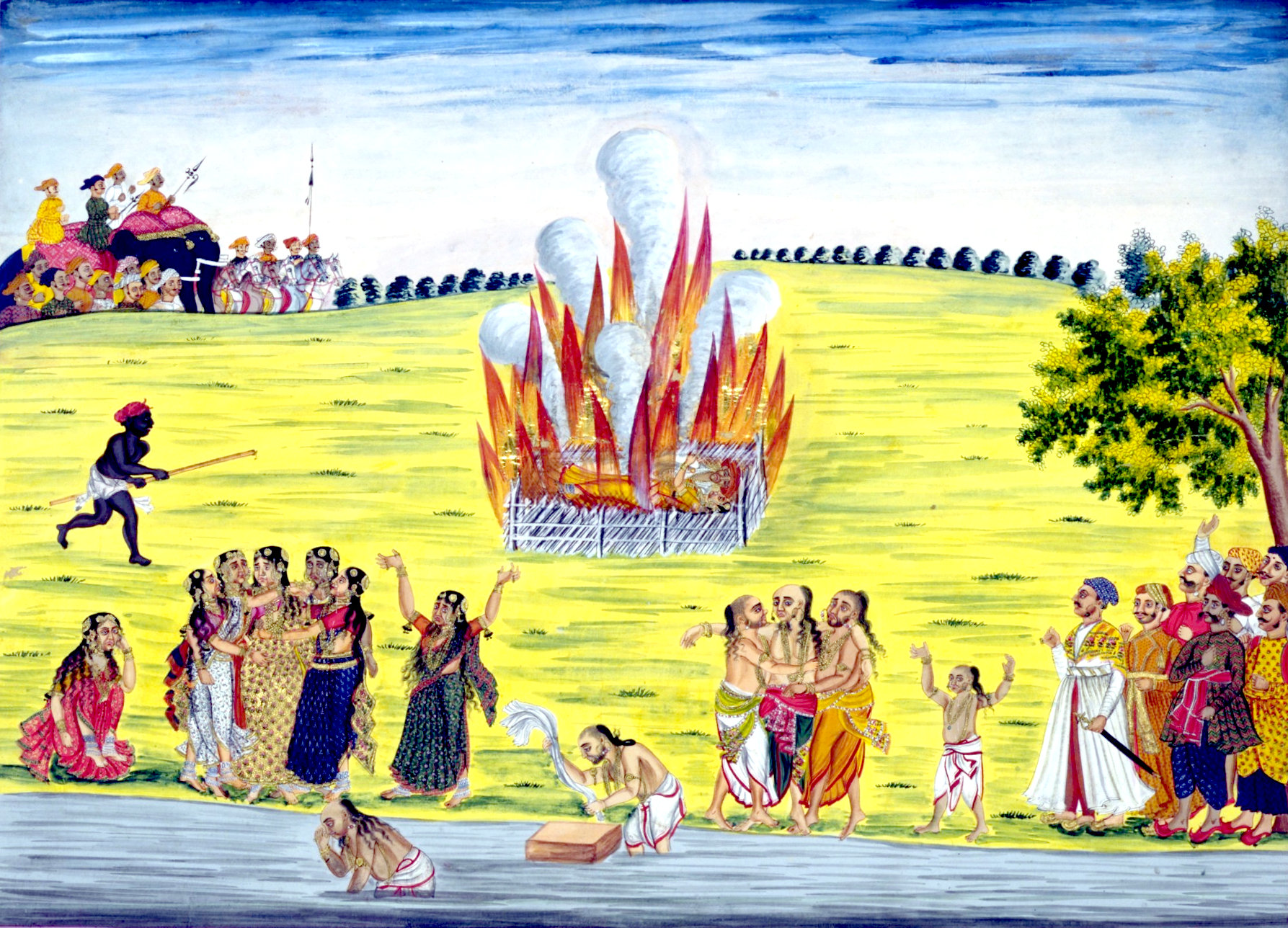
Cerimônia Sati (uma prática hindu pela qual uma viúva se imola na pira funerária de seu marido).

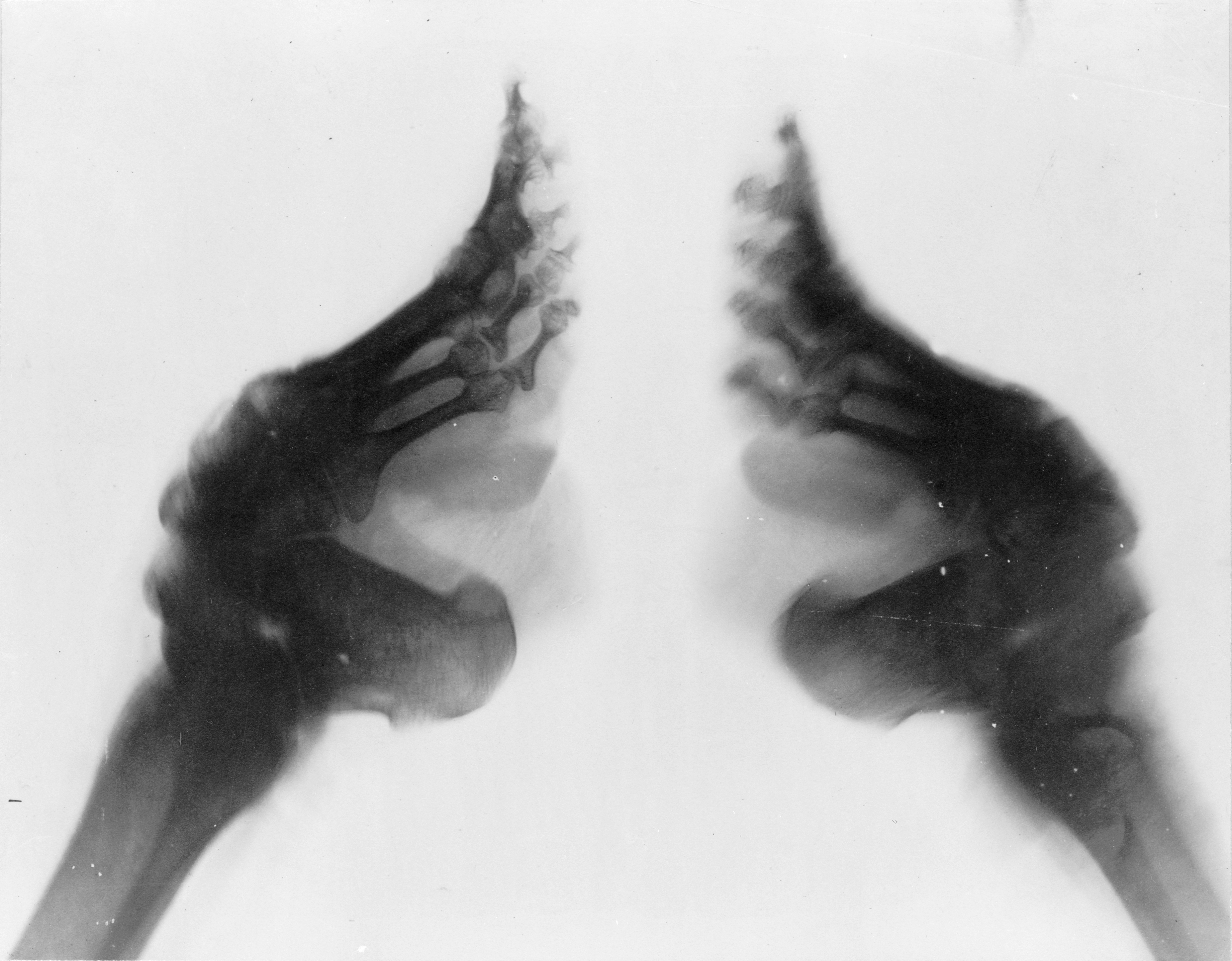
Raio-X dos pés de lótus, China.

A história da violência contra as mulheres permanece vaga na literatura científica. Isto é em parte porque muitos tipos de violência contra as mulheres (especificamente estupro, agressão sexual, e violência doméstica) são subnotificados, muitas vezes devido a normas sociais, tabus, estigmas e a natureza sensível do assunto. É amplamente reconhecido que, até hoje, a falta de dados confiáveis e contínuos é um obstáculo para formar uma imagem clara da violência contra as mulheres.
Embora a história da violência contra as mulheres seja difícil de rastrear, é claro que grande parte da violência foi aceita, tolerada e até legalmente sancionada. Temos exemplos da lei romana, que deu aos homens o direito de castigar suas esposas, até a morte, a queima de bruxas, que foi tolerada tanto pela igreja como pelo estado, e o common law inglês do século XVIII que permitia a um homem punir sua esposa usando uma vara "não mais larga do que o polegar". Esta regra para a punição das esposas prevaleceu na Inglaterra e na América até o final do século XIX.
A história da violência contra as mulheres está intimamente relacionada com a visão histórica das mulheres como propriedade e um papel de subserviência de gênero. As explicações sobre patriarcado e de um sistema mundial global ou status quo em que as desigualdades de gênero existem e são perpetuadas são citados para explicar o escopo e a história da violência contra as mulheres.
Segundo a ONU, "não há uma região do mundo, nenhum país e nenhuma cultura em que a liberdade das mulheres da violência tenha sido assegurada". Várias formas de violência são mais prevalentes em certas partes do mundo, muitas vezes em países em desenvolvimento. Por exemplo, a violência relacionada ao dote, como a queima da noiva, é associada a Índia, Bangladesh, Sri Lanka e Nepal. O ataque com ácido também está associado a esses países, bem como no sudeste asiático, incluindo Paquistão e Camboja. Os chamados crimes de honra estão associados ao Oriente Médio e ao Sul da Ásia. Mutilação genital feminina é encontrada em África, Indonésia, no Oriente Médio e em outras partes da Ásia, e em comunidades expatriadas em todo o mundo. Mais de metade dos casos de MGF documentados pela Unicef concentram-se em apenas 3 países (Indonésia, Egito e Etiópia).
Rapto de noiva é encontrado em Etiópia, Ásia Central e Cáucaso. O abuso relacionado ao pagamento do preço da noiva (como violência, tráfico e casamento forçado) está relacionado a partes da África Subsaariana e Oceania.
Certas regiões não estão mais associadas a uma forma específica de violência, mas essa violência era comum até muito recentemente nesses lugares; isto é verdade para crimes de honra no Mediterrâneo e no Sul da Europa. Por exemplo, em Itália, antes de 1981, o Código Penal prevê circunstâncias atenuantes em caso de homicídio de uma mulher ou seu parceiro sexual por razões relacionadas à honra, prevendo uma sentença reduzida.
Invocando cultura para explicar formas específicas de violência contra a mulher corre o risco de aparecer para legitimá-las. Há também debate e controvérsia sobre as maneiras pelas quais as tradições culturais, costumes locais e expectativas sociais, bem como várias interpretações religiosas, interagem com práticas abusivas. Especificamente, alguns estados e grupos sociais justificam em sua cultura certos atos violentos contra as mulheres alegando defender suas tradições. Essas justificativas são questionáveis, precisamente porque as defesas são geralmente expressas por líderes políticos ou autoridades tradicionais, não pelas pessoas realmente afetadas. A necessidade de sensibilidade e respeito da cultura é um elemento que também não pode ser ignorado; Assim, um debate sensível se seguiu e está em andamento.
Também houve uma história de reconhecimento dos efeitos nocivos desta violência. Na década de 1870, os tribunais dos Estados Unidos deixaram de reconhecer o princípio da common law de que um marido tinha o direito de "castigar fisicamente uma esposa errante". O primeiro estado a rescindir este direito foi o Alabama em 1871. No Reino Unido, o direito de um marido infligir um castigo corporal moderado em sua esposa para mantê-la "dentro dos limites do dever" foi removido em 1891.
Nos séculos XX e XXI e, em particular, desde a década de 1990, houve uma maior atividade nos níveis nacional e internacional para pesquisar, conscientizar e defender a prevenção de todos os tipos de violência contra as mulheres. Na maioria das vezes, a violência contra as mulheres foi enquadrada como uma questão de saúde, e também como uma violação dos direitos humanos. Um estudo em 2002 estimou que pelo menos uma em cada cinco mulheres no mundo tinha sido abusada fisicamente ou sexualmente por um homem em algum momento de suas vidas, e que "a violência baseada no gênero representa tanto a morte como a doença em mulheres com idades compreendidas entre 15 e 44 anos como câncer, e é uma causa maior de doenças que a malária e os acidentes de trânsito combinados."
Certas características da violência contra as mulheres emergiram da pesquisa. Por exemplo, os atos de violência contra as mulheres geralmente não são episódios únicos, mas estão em curso ao longo do tempo. Na maioria das vezes, a violência é perpetrada por alguém que a mulher conhece, não por um estranho. A pesquisa parece fornecer provas convincentes de que a violência contra a mulher é um problema grave e generalizado em todo o mundo, com efeitos devastadores sobre a saúde e o bem-estar das mulheres e crianças.

## Efeito sobre a sociedade

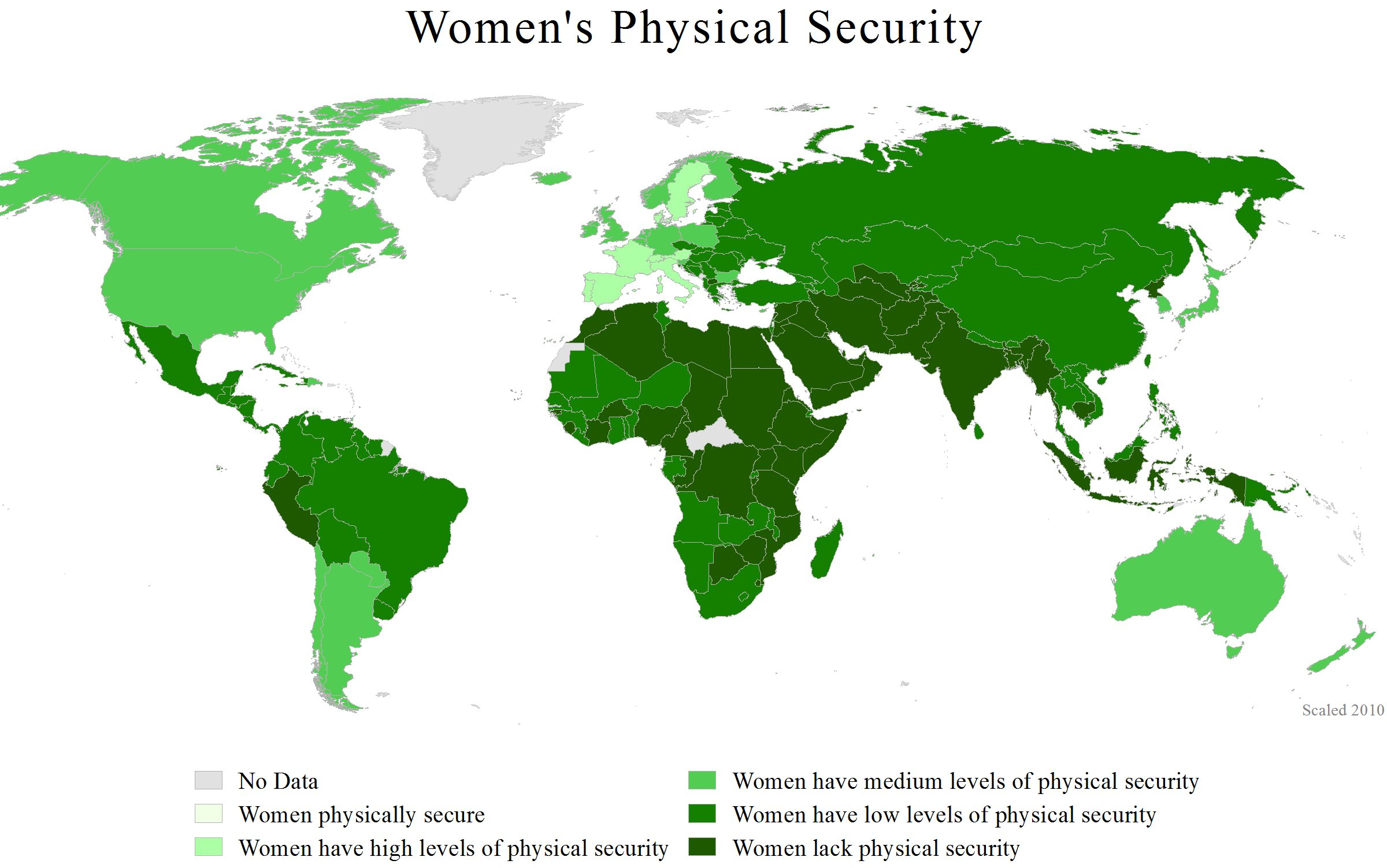
Um mapa-múndi que mostra os países por nível de segurança física das mulheres, 2011

De acordo com um artigo no Health and Human Rights Journal, independentemente de muitos anos de defesa e envolvimento de muitas organizações de ativistas feministas, a questão da violência contra as mulheres ainda "continua sendo uma das formas mais difundidas de violações dos direitos humanos em todo o mundo." A violência contra as mulheres pode ocorrer nas esferas pública e privada e em qualquer momento da vida.  Muitas mulheres estão aterrorizadas com essas ameaças de violência e isso influencia essencialmente suas vidas para que sejam impedidas de exercer seus direitos humanos; por exemplo, temem contribuir social, econômica e politicamente para o desenvolvimento de suas comunidades. Além disso, as causas que desencadeiam a violência contra a mulher ou a violência de gênero podem ir além da questão do gênero e partir para a questões de idade, classe, cultura, etnia, religião, orientação sexual e área geográfica específica de suas origens.
É importante salientar que, além da questão das divisões sociais, a violência pode também se estender para as questões de saúde e tornar-se uma preocupação direta do setor de saúde pública. Um problema de saúde como a AIDS é outra causa que também leva à violência. As mulheres que têm infecção por HIV / AIDS também estão entre os alvos da violência. A Organização Mundial de Saúde informa que a violência contra as mulheres coloca um fardo indevido nos serviços de saúde, como as mulheres que sofreram violência são mais propensas a precisar de serviços de saúde e a um custo maior, em comparação com as mulheres que não sofreram violência. Outra declaração que confirma a compreensão da violência contra a mulher como uma questão de saúde significativa é aparente na recomendação adotada pelo Conselho da Europa, a violência contra as mulheres na esfera privada, em casa ou violência doméstica, é o principal motivo de "morte e deficiência" entre as mulheres que enfrentaram violência.
Além disso, vários estudos mostraram um vínculo entre o tratamento pobre das mulheres e a violência internacional. Estes estudos mostram que uma das violências mais prediletas inter e intranacional é o maltrato das mulheres na sociedade.

## Tabela de tipologia da OMS

### Ao longo do ciclo de vida
| Fase                        | Tipo de violência |
| Pré-nascimento              | Aborto seletivo por sexo; efeitos de espancamento durante a gravidez nos resultados de nascimento |
| Infância                    | Infanticídio feminino; abuso físico, sexual e psicológico |
| Pré-adolescência            | Casamento infantil; mutilação genital feminina; abuso físico, psicológico e sexual; incesto; prostituição e pornografia infantil |
| Adolescência e idade adulta | Violência durante o namoro (ex. aremesso de ácido e estupro); sexo através de coerção econômica (ex.: meninas da escola que têm relações sexuais com "sugar daddies", em troca de pagamento de taxas escolares); incesto; abuso sexual no local de trabalho; estupro; assédio sexual; prostituição e pornografia forçada; tráfico de mulheres; violência praticada pelo parceiro; estupro conjugal; abusos e homicídios relacionados ao dote; homicídios praticados pelo parceiro; abuso psicológico; abuso de mulheres com deficiência; gravidez forçada |
| Idosa                       | "Suicídio" forçado ou homicídio de viúvas por motivos econômicos; abuso sexual, físico e psicológico |

O progresso significativo para a proteção das mulheres contra a violência foi feito a nível internacional como um produto do esforço coletivo de lobby por muitos movimentos de direitos das mulheres, organizações internacionais e grupos da sociedade civil. Como resultado, governos mundiais e organizações internacionais, bem como organizações da sociedade civil, trabalham ativamente para combater a violência contra as mulheres através de uma variedade de programas. Entre as principais realizações dos movimentos de direitos das mulheres contra a violência em meninas e mulheres, as realizações marcantes são a "Declaração sobre a Eliminação da Violência contra as Mulheres" que implica "vontade política em relação à violência contra a mulher " e o acordo legal vinculativo, a "Convenção sobre a eliminação de todas as formas de discriminação contra as mulheres" Além disso, a resolução da Assembléia Geral das Nações Unidas também designou o dia 25 de novembro como Dia Internacional pela Eliminação da Violência contra a Mulher.

## Formas de violência contra a mulher

### Estupro
O estupro é um tipo de agressão sexual, geralmente envolvendo relações sexuais. É geralmente perpetrado por homens contra meninos, mulheres e meninas; mulheres geralmente são estupradas com mais frequência do que meninos e meninas e, geralmente, por pessoas conhecidas.
Internacionalmente, a incidência de estupros registrados pela polícia em 2008 variou entre 0,1 no Egito a cada 100 000 pessoas e 91,6 a cada 100 000 pessoas em Lesoto com 4,9 por 100 000 pessoas em Lituânia como mediana. De acordo com a American Medical Association (1995), a violência sexual, principalmente o estupro, é considerado o crime violento mais subnotificado. A taxa de denúncia, acusação e condenação por estupro varia consideravelmente em diferentes jurisdições. Estupro por estranhos é geralmente menos comum do que o estupro por pessoas a vítima conhece.
As vítimas de estupro podem ser gravemente traumatizadas e podem sofrer de transtorno de estresse pós-traumático; Além dos danos psicológicos resultantes do ato, o estupro pode causar ferimentos físicos ou ter efeitos adicionais sobre a vítima, como a aquisição de uma infecção sexualmente transmissível ou gravidez.
Após um estupro, uma vítima pode enfrentar a violência ou ameaças de violência do estuprador e, em muitas culturas, da própria família e parentes da vítima. Violência ou intimidação da vítima pode ser perpetrada pelo estuprador ou por amigos e parentes do estuprador, como forma de impedir que as vítimas denunciem a violação, de puni-las por denunciá-la ou de forçá-las a retirar a queixa; ou pode ser perpetrado pelos parentes da vítima como uma punição por "trazer vergonha" à família, especialmente em culturas onde a virgindade feminina é altamente valorizada e considerada obrigatória antes do casamento; Em casos extremos, as vítimas de estupro são mortas em crimes de honra. As vítimas também podem ser forçadas por suas famílias a se casarem com o estuprador para restaurar a "honra" da família.

#### Estupro conjugal
O estupro conjugal, também conhecido como violação conjugal ou estupro marital, é um sexo não consensual perpetrado pelo cônjuge da vítima. Uma vez amplamente tolerado ou ignorado pela lei, o estupro marital agora é repudiada pelas convenções internacionais e cada vez mais criminalizada. Ainda assim, em muitos países, o estupro conjugal permanece legal, ou é ilegal, mas amplamente tolerada e aceita como uma prerrogativa do marido. A criminalização do estupro conjugal é recente, tendo ocorrido durante as últimas décadas. O entendimento tradicional e os pontos de vista sobre casamento, violação, sexualidade, papéis de gênero e auto-determinação começaram a ser desafiados na maioria dos países ocidentais durante os anos 1960 e 1970, o que levou à subsequente criminalização do estupro conjugal nas décadas seguintes. Com poucas exceções notáveis, foi durante os últimos 30 anos que a maioria das leis contra estupro conjugal foram promulgadas. Alguns países da Escandinávia e no antigo Bloco Comunista da Europa tornaram ilegal a violação de cônjuge antes de 1970, mas a maioria dos países ocidentais criminalizou isso apenas nos anos 80 e 90. Em muitas partes do mundo, as leis contra o estupro conjugal são muito novas, tendo sido promulgadas na década de 2000.
No Canadá, a violação conjugal foi ilegal em 1983, quando várias mudanças legais foram feitas, incluindo a mudança do estatuto de violação para "agressão sexual" e tornando as leis neutras em termos de gênero. Na Irlanda, o estupro conjugal foi proibido em 1990. Nos EUA, a criminalização do estupro marital começou em meados dos anos 1970 e, em 1993, a Carolina do Norte tornou-se o último estado a fazer o estupro conjugal ilegal. Em Inglaterra e País de Gales, o estupro conjugal tornou-se ilegal em 1991. As opiniões de Sir Matthew Hale, um jurista do século XVII, publicado em The History of the Pleas of the Crown (1736), afirmou que um marido não pode ser culpado do estupro de sua esposa porque a esposa "deu-se a si mesma gentilmente para o marido, que ela não pode retrair"; Na Inglaterra e no País de Gales, isso permaneceria lei por mais de 250 anos, até que fosse abolida pelo Comitê de Apelação da Câmara dos Lordes, no caso R v R em 1991. No Países Baixos estupro conjugal também tornou-se ilegal em 1991. Um dos últimos países ocidentais a criminalizar o estupro conjugal foi Alemanha, em 1997.

### Casamento forçado
Um casamento forçado é um casamento onde uma ou ambas as partes são casadas contra sua vontade. Casamentos forçados são comuns no sul da Ásia, no Oriente Médio e na África. Tradições como precificação da noiva e o dote contribuem para essa prática. Casamentos forçados são também resultados de uma disputa entre famílias, onde a disputa é "resolvida" ao dar uma mulher de uma família para a outra.
O sequestro de esposas continua a existir em alguns países do centro da Ásia, como no Quirguistão, Uzbequistão e no cáucaso, ou em partes da África, especialmente na Etiópia. Uma menina ou uma mulher é abduzida por aquele que será o noivo, que é frequentemente ajudado por amigos. A vítima é muitas vezes estuprada pelo que seria o noivo e em seguida, o estuprador pode tentar negociar o preço da noiva com os anciões da aldeia para legitimar o casamento.

### Violência doméstica

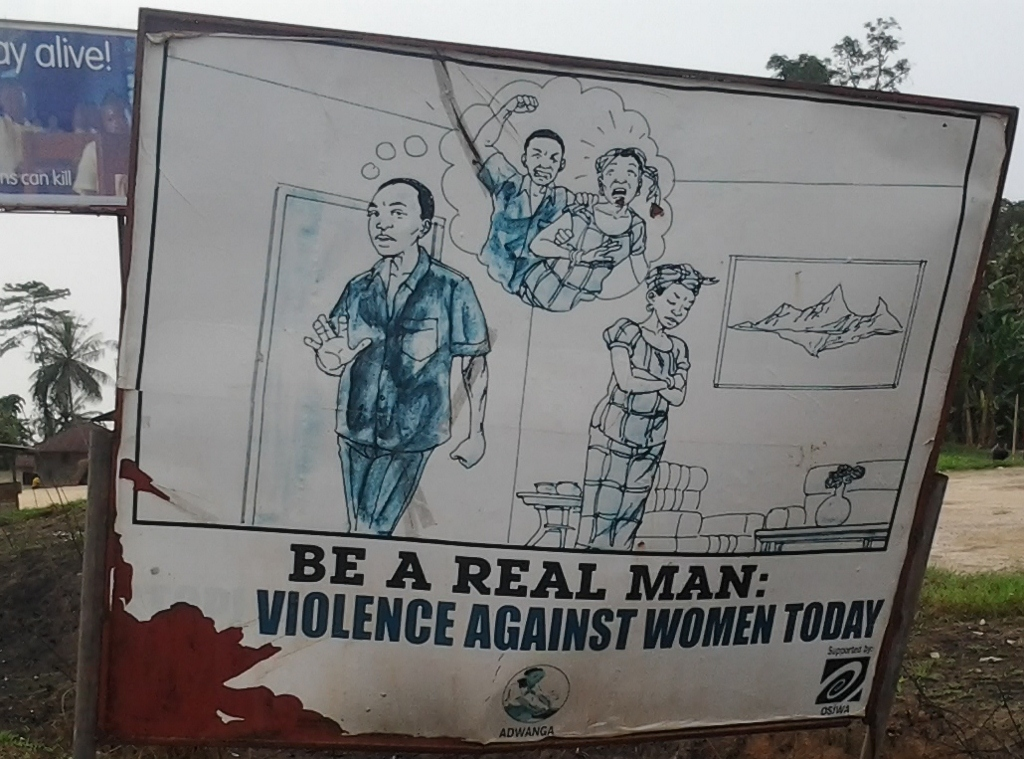
Placa contra a violência doméstica em Libéria

As mulheres são mais propensas a serem vítimas por alguém com quem elas são íntimas. Casos de violência praticada pelo parceiro íntimo não tendem a ser denunciados a polícia e, assim, muitos especialistas acreditam que a verdadeira magnitude do problema é difícil de estimar. As mulheres são muito mais propensas do que os homens a serem assassinados por um parceiro íntimo. Nos Estados Unidos, em 2005, 1181 mulheres, em comparação com 329 homens, foram mortas por seus parceiros íntimos. Em Inglaterra e País de Gales cerca de 100 mulheres são mortas por parceiros ou ex-parceiros de cada ano, enquanto 21 homens foram mortos em 2010. Em 2008, na França, 156 mulheres em comparação com 27 homens foram mortas pelo seu parceiro íntimo.
De acordo com a OMS, em todo o mundo, cerca de 38% dos assassinatos de mulheres são cometidos por um parceiro íntimo. Um relatório da ONU compilado a partir de vários estudos realizados em pelo menos 71 países considerou que a violência doméstica contra a mulher era mais prevalecente em Etiópia.
Na Europa Ocidental, um país que recebeu grandes críticas internacionais pela forma como lida legalmente com a questão da violência contra as mulheres é a Finlândia; com autores apontando que um alto nível de igualdade para as mulheres na esfera pública (como na Finlândia) nunca deve ser equiparado à igualdade em todos os outros aspectos da vida das mulheres.
Um estudo realizado pela Organização Pan-Americana da Saúde em 12 países latino-americanos encontrou a maior prevalência de violência doméstica contra mulheres na Bolívia.
Embora esta forma de violência seja frequentemente retratada como uma questão no contexto das relações heterossexuais, também ocorre em relacionamentos lésbicos, relações entre mãe e filha, entre colegas de quarto e outras relações domésticas envolvendo duas mulheres. A violência contra as mulheres nas relações lésbicas é tão comum quanto a violência contra mulheres em relações heterossexuais.

### Coerção reprodutiva

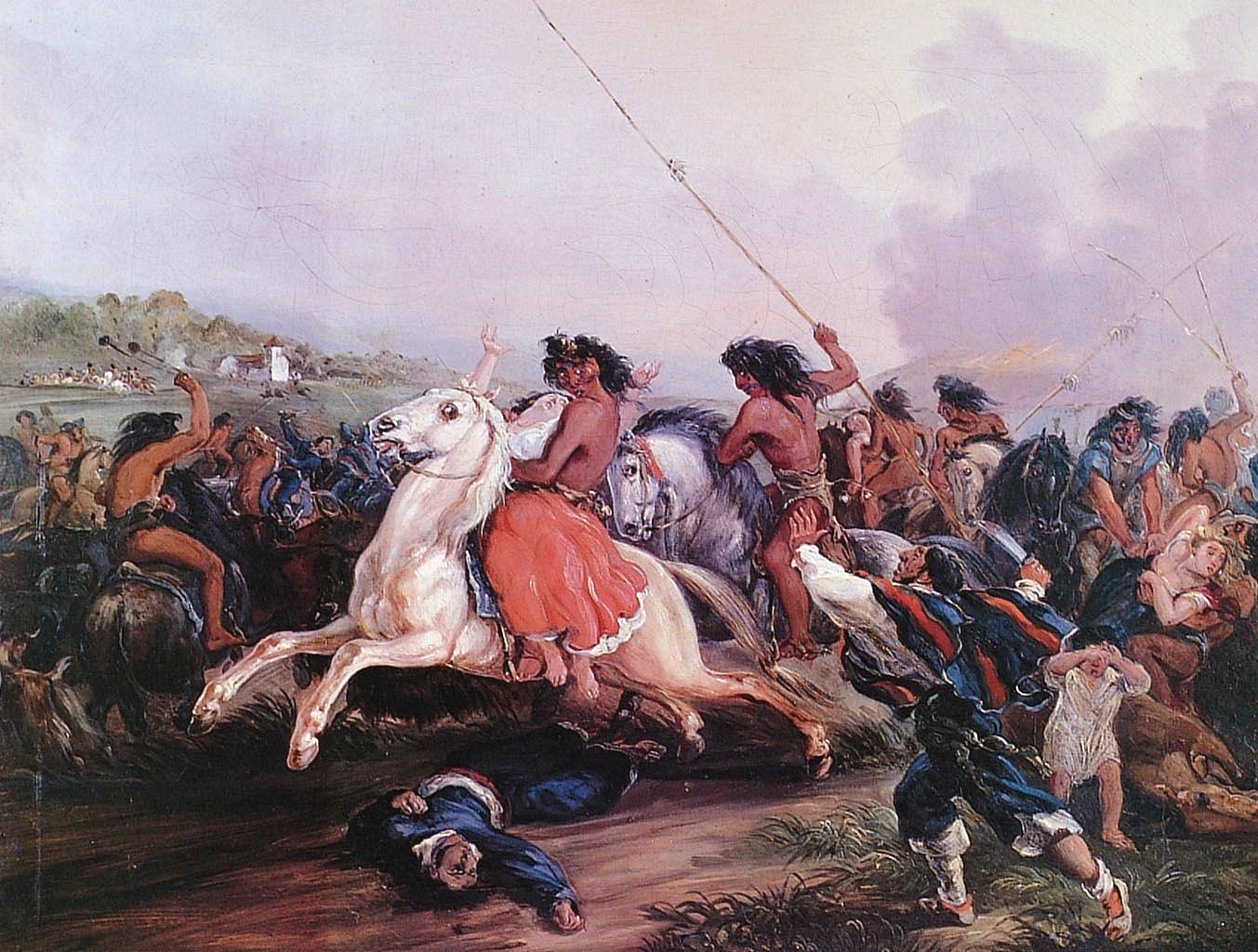
A pintura retrata uma mulher chilena sendo sequestrada durante um malón. O sequestro de noivas para fins de casamento forçado e gravidez forçada foi comum durante a história em muitos países.

A coerção reprodutiva é um comportamento violento, manipulador ou enganoso contra a saúde reprodutiva ou os direitos reprodutivos dentro de uma relação íntima e inclui uma coleção de comportamentos destinados a levar a uma gravidez forçada. A coerção reprodutiva é uma forma de violência doméstica, onde o comportamento relativo à saúde reprodutiva é usado para manter o poder, controle e dominação dentro de um relacionamento e sobre um parceiro através de uma gravidez indesejada. É considerado um grave problema de saúde pública. Este controle reprodutivo está altamente correlacionado com a gravidez não planejada.
A gravidez forçada é a prática de forçar uma mulher ou uma menina a se tornar grávida, muitas vezes como parte de um casamento forçado, inclusive por meio de sequestro de noivas, por estupros (incluindo estupro marital, estupros de guerra e estupros genocidas) ou como parte de um programa de reprodução de escravos. No século XX, o casamento forçado pelo Estado com o objetivo de aumentar a população foi praticado por alguns governos autoritários, notavelmente durante o regime Khmer Vermelho em Cambodja, que obrigou sistematicamente as pessoas a casar-se ordenando-lhes a ter filhos, a fim de aumentar a população e continuar a revolução.
No discurso sobre direitos reprodutivos, a questão do aborto é frequentemente debatida. A legislação sobre o aborto é da jurisdição de cada país, embora aborto forçado seja proibido pelo direito internacional. A Convenção de Istambul proíbe o aborto forçado e esterilização forçada. A questão da continuação forçada da gravidez (ie. negando a mulher a um aborto seguro e legal) também é visto por algumas organizações como uma violação dos direitos das mulheres, embora não haja obrigações internacionais vinculativas sobre esta questão. No entanto, a Convenção sobre a eliminação de todas as formas de discriminação contra as mulheres considera a criminalização do aborto uma "Violação da saúde sexual e reprodutiva das mulheres e dos direitos" e uma forma de violência de gênero.

### Restrições à liberdade de locomoção
As mulheres estão, em muitas partes do mundo, severamente restritas em sua liberdade de locomoção, sendo este um direito essencial, reconhecido pelos instrumentos internacionais, tais como o artigo 15 (4) da Convenção sobre a eliminação de todas as formas de discriminação contra as mulheres. No entanto, em alguns países, as mulheres não são legalmente autorizadas a sair de casa sem um guardião masculino (parente ou marido). Mesmo em países onde não há leis contra mulheres que viajam sozinhas, existem normas sociais fortes, como o purdah - uma prática religiosa e social de reclusão da mulher prevalecendo especialmente entre algumas comunidades muçulmanas e hindus em Ásia Meridional. Muitos países têm leis sobre o tipo de roupa que as mulheres podem ou não usar em público. As mulheres em algumas culturas são forçadas ao isolamento social durante o período menstrual. Em algumas partes do Nepal, por exemplo, elas são forçadas a viver em galpões, estão proibidos de tocar em homens ou até mesmo de entrar no pátio de suas próprias casas, e são proibidas de consumir leite, iogurte, manteiga, carne e vários outros alimentos, por medo de contaminá-los. (ver Chaupadi). Várias mulheres já morreram durante este período por causa da fome, mau tempo, ou mordidas de cobras. Em culturas onde as mulheres são restritas de estarem em lugares públicos, por lei ou por costume, as mulheres que violam essas restrições muitas vezes enfrentam violência.

## Ativismo

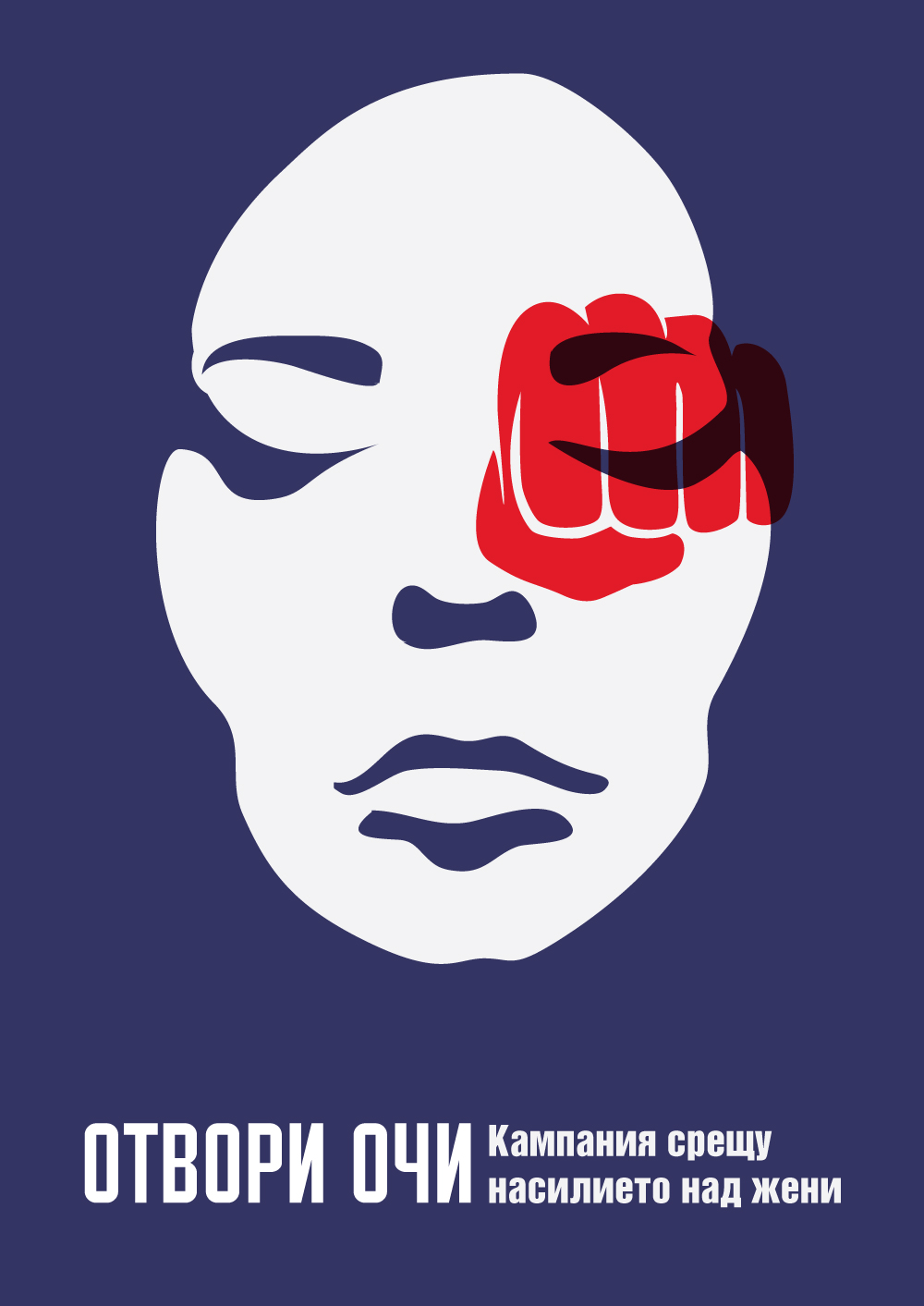
Um cartaz russo incitando as pessoas a abrir os olhos sobre a violência doméstica contra as mulheres

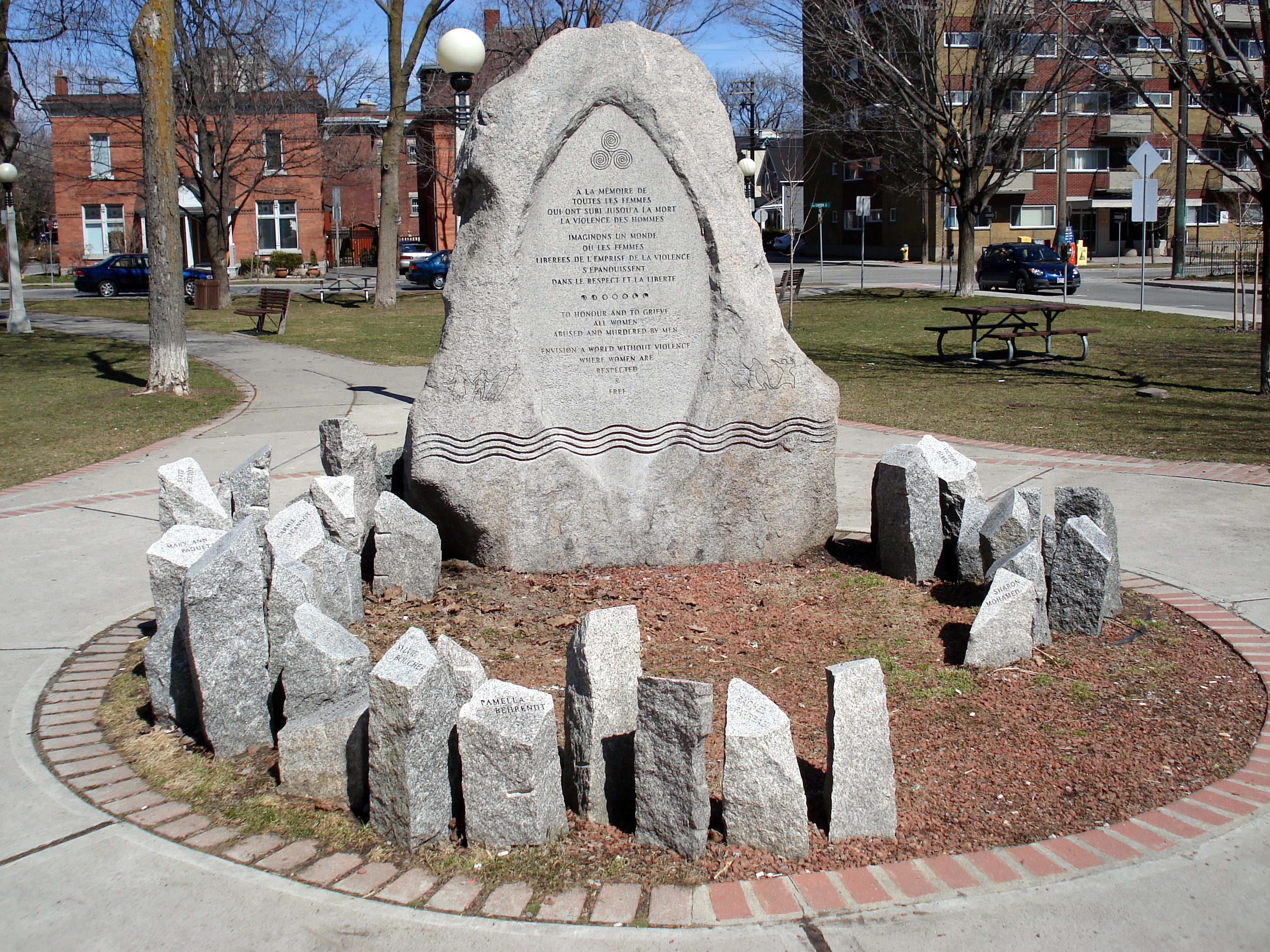
Memorial em Minto Park, Ottawa, das vítimas do Massacre da Escola Politécnica de Montreal.

### Antecedentes e história
O ativismo refere-se a "uma doutrina ou prática que enfatiza ação direta e vigorosa especialmente em apoio ou oposição a um lado de uma questão controversa". No ativismo pelo fim da violência contra as mulheres, os objetivos são abordar e chamar a atenção do público para as questões da violência contra a mulher, bem como buscar e recomendar medidas para prevenir e eliminar essa violência. Muitos artigos acadêmicos sugerem que a violência contra a mulher é considerada uma violação dos direitos humanos bem como uma "questão de saúde pública".
A fim de compreender melhor os movimentos contrários à violência contra as mulheres, há também a necessidade de compreender o histórico dos movimentos feministas. Sobre o movimento internacional das mulheres, muitos estudiosos feministas categorizaram esses movimentos em três ondas de acordo com suas diferentes crenças, estratégias e objetivos.
O surgimento dos primeiros movimentos de mulheres, ou a primeira onda de feminismo, remonta aos anos do final do século XIX e início do século XX nos Estados Unidos e na Europa. Durante este período, a primeira série de movimentos feministas se desenvolveu a partir do contexto de "sociedade industrial e política liberal" que desencadeiam os "grupos feministas" com a preocupação de igualdade de acesso e oportunidades para as mulheres. Esta onda marca um período de "sufrágio, independência, direitos à nacionalidade, trabalho e igualdade de remuneração" para as mulheres.
A segunda onda de movimentos feministas foi a série de movimentos do período do final dos anos 60 até o início dos anos 70. Os estudiosos feministas notaram que esta onda poderia ser caracterizada como um período de libertação das mulheres e o surgimento de um ramo do feminismo conhecido como "feminismo radical". Essa onda de feminismo surgiu no contexto do período pós-guerra e em uma sociedade onde outros movimentos comuns também desempenharam um grande papel; por exemplo, os movimentos dos direitos civis, que significava condenar o "capitalismo", o "imperialismo" e a "opressão" das pessoas com base na noção de raça, etnia, identidade de gênero e orientação sexual. Esta onda marca um período de igualdade de direitos em casa e no local de trabalho, bem como direitos ao desenvolvimento para pessoas de diferentes raças, etnias, status econômico e identidades de gênero.
A terceira onda de feminismo é a mais nova onda de feminismo liderada por jovens feministas cuja compreensão e contexto são de uma ordem mundial globalizada com uma invenção de novas tecnologias. Além disso, essa onda é uma transição da queda do comunismo para questões mais complexas de novos tipos de "guerra", ameaças e violência.Esta nova onda também "abraça a ambiguidade" e introduziu uma abordagem feminista de "interseccionalidade" que inclui as questões de "gênero, raça, classe e idade". Além disso, a terceira onda marca um período de feminismo que lida com políticas de identidade, políticas corporais, bem como as questões de violência.
No entanto, o movimento da questão da violência contra a mulher começou na década de 1970, onde alguns movimentos feministas começaram a trazer a discussão sobre a questão da violência no discurso feminista e que muitos outros grupos, tanto a nível nacional como internacional, tentaram uma melhoria das condições das mulheres através do lobby de autoridades estatais e representantes eleitos, exigindo conferências sobre "questões de gênero" e assim a violência contra a mulher tornou-se conhecida por uma maior variedade da população. Portanto, para colocar isso no contexto teórico, a violência contra a mulher pode ser categorizada junto com a terceira onda de feminismo cujo foco é a "violência".
Os movimentos de ativistas de violência contra a mulher vêm de várias formas e operam por diferentes níveis, sejam eles locais, nacionais ou internacionais. e diferentes abordagens: quadros de saúde e direitos humanos. Os movimentos decorrem principalmente de movimentos sociais e grupos de mulheres que veem a necessidade de criar organizações para "pressionar" seus governos para estabelecer "santuários, abrigos" e uma prestação de serviços que ajudem a proteger essas vítimas de atos de violência. As organizações que se opõem a violência contra a mulher, alguns com e outros sem o apoio de seus governos, tentam desenvolver "esforços inovadores" para ajudar as mulheres vítimas de violência ao fornecer serviços como abrigos e centros para essas mulheres; elaborando e pressionando os governos para que incluam o reconhecimento violência contra a mulher nas legislações nacionais e instrumentos internacionais de direitos humanos; sensibilizando as pessoas através de sessões de educação e treinamento; formando redes nacionais, regionais e internacionais para capacitar esses movimentos; organizando demonstração e reunindo mais esforços para acabar com atos de violência contra mulheres. Além disso, muitos grupos de ativistas dos direitos das mulheres veem a questão da violência contra as mulheres como foco central de seus movimentos. Muitos desses grupos tomam a abordagem dos "direitos humanos" como o quadro integral de seu ativismo. Esses movimentos contra a violência também empregam a ideia de que "direitos das mulheres são direitos humanos", transformam os conceitos e ideias dos "direitos humanos", que são considerados "conceitos ocidentais" e vernacularizam-o em conceitos que podem ser entendidos em suas instituições locais.
O movimento de mulheres, por meio das redes da internet, aumentou de forma significativa a partir dos anos 2000, criando certa visibilidade e espaços para a ampliação de suas pautas. Várias iniciativas de grupos e coletivos de mulheres ou mulheres de forma individualizada, inundaram as redes. Essa nova forma de articulação ganha também espaço nas ruas.

### Ni una menos – Argentina
O movimento Ni una menos nasceu com o crescimento da violência sexista na Argentina. Foi chamado assim como uma forma de condenar o inaceitável aumento de assassinatos de mulheres pelo mero fato de serem mulheres.
Ni una menos começou como um slogan e posteriormente se fundiu a uma hashtag online (#NiUnaMenos) que se tornou viral e eventualmente se tornou um movimento regional que foi replicado em diversas partes do mundo.
O brutal estupro e feminicídio da adolescente Lucía Pérez, de 16 anos, foi o estopim que levou uma multidão de mulheres vestidas de preto a inundar as ruas de Buenos Aires, parando a cidade em protesto contra a violência de gênero e o feminicídio no dia 25 de outubro de 2016.
O movimento tem como intuito evidenciar as denúncias de violência de gênero e reivindicar demandas históricas, desde a liberdade de se vestir e exercer sua sexualidade até o direito ao aborto.

#### Ele não - Brasil
A manifestação #EleNão foi criada em repúdio ao então candidato a presidente do Brasil em 2018, Jair Bolsonaro. O movimento saiu das redes sociais para as ruas e de acordo com a historiadora Céli Regina Jardim Pinto, o #EleNão de 29 de setembro de 2018 foi a maior manifestação de mulheres da história do país.
O movimento incluiu diversas pautas que vão além do feminismo. Foi iniciado por várias mulheres após Jair Bolsonaro utilizar palavras de baixo calão em relação às mulheres. Durante o curso das manifestações, o movimento foi englobando outras reivindicações, como a defesa da democracia e dos direitos humanos no Brasil.

##### Un violador en tu camino – Chile
Foi uma performance crítica que tinha por objetivo denunciar a violência de gênero institucionalizada e a cultura de culpabilização das vítimas de violência. Foi criada pelo grupo feminista chileno “Las Tesis” em 2019. A ação performática já foi reproduzida em diversos outros países, incluindo o Brasil. Além do uso da música como forma de protesto, a ação performática feita por essas mulheres apresenta movimentos corporais e o uso de alguns elementos, como vendas nos olhos.
Letra de “Un violador en tu camino”
El patriarcado es un juez, (O patriacado é um juiz)
Que nos juzga por nacer (que nos julga ao nascer)
Y nuestro castigo es (e nosso castigo é)
La violencia que no ves. (a violência que não se vê)
El patriarcado es un juez (O patriarcado é um juiz)
Que nos juzga por nacer (que nos julga ao nascer)
Y nuestro castigo (e nosso castigo)
Es la violencia que ya ves (é a violência que já se vê)
Es femicidio (É o feminicídio)
Impunidad para mi asesino (Impunidade para meu assassino)
Es la desaparición (É o desaparecimento)
Es la violación (É a violação)
Y la culpa no era mía, ni dónde estaba, ni cómo vestía (4x) (E a culpa não era minha, nem onde estava, nem como me vestia)
El violador eras tú (2x) (O estuprador é você)
Son los pacos (São os policiais)
Los jueces (Os juízes
El Estado (O estado)
El Presidente (O presidente)
El estado opresor es un macho violador (2x) (O estado opressor é um homem
estuprador)
El violador eras tú (2x) (O estuprador é você)
Duerme tranquila, niña inocente (Dorme tranquila, menina inocente)
Sin preocuparte del bandolero (Sem se preocupar com o bandido)
que por tus sueños dulce y sonriente (que os seus sonhos, doce e sorridente)
vela tu amante carabinero. (cuida seu querido carabinero (policial)
El violador eres tú (4x) (O estuprador é você)
(Un violador en tu camino, Coletivo Las Tesis, 2019).